# 푼촐링 유나이티드 FC
푼촐링 유나이티드 FC는 부탄의 없어진 축구단이다.